# Ceramika siwa
Ceramika siwa - to przyjęta w polskiej terminologii archeologicznej umowna i wspólna nazwa dla wytwarzanej w warsztatach ceramiki rzemieślniczej.
Przed pojawieniem się rzemieślniczej produkcji garncarskiej, na terenie Polski, na obszarze kultury przeworskiej, naczyń glinianych dostarczało tradycyjne garncarstwo nie używające ani koła garncarskiego ani specjalnych pieców do wypalania.
Od neolitu było ono zajęciem wykonywanym w gospodarstwie rodzinnym lub w obrębie wspólnot wiejskich.
Nowy model wytwarzania - garncarstwo rzemieślnicze, nie wyrósł z tradycyjnych miejscowych technik garncarskich i niemal nie nawiązywał do nich ani pod względem technologii ani form produktu.
Ceramikę rzemieślniczą "siwą" wykonywano na szybkoobrotowych kołach garncarskich i wypalano w specjalnych, dość skomplikowanych w budowie, piecach garncarskich.
Ceramika siwa - jej technologia, formy naczyń, ich wartości użytkowe - nawiązuje czy wręcz ma analogię do produktów ceramicznych ówczesnego garncarstwa prowincji rzymskich.
W zestawieniu z innymi znajdowanymi obok przedmiotami domowymi i gospodarskimi, ceramika siwa robi wrażenie produktu z obcej kultury. I tak w przenośni mówią o niej archeolodzy - mimo iż produkowana była w lokalnej społeczności kultury przeworskiej, w istocie rzeczy była ona owocem importu - importu technologii i form naczyń, odmiennych od miejscowych dotychczas stosowanych.
Centra produkcji ceramiki siwej znajdowały się głównie w południowej Małopolsce, w okolicach Krakowa (jedną z pracowni odnaleziono na wzgórzu w Tyńcu). W osadach na tym terenie ceramika siwa jest zdecydowanie liczniej spotykana od tej lepionej ręcznie.